# Basananthe cupricola
Basananthe cupricola je biljka iz porodice Passifloraceae, roda Basananthe. Nema sinonima za ovu biljku.
Biljka je nedavno izumrla. Bila je apsolutni metalofit, jer je bila strogo endemska za bakrom bogatu podlogu. Rasla je u stepskim savanama Bakrenog pojasa Katange u DR Kongu. Ovakvo je stanište vrlo rijetko. Nađena je na samo jednom mjestu (Mine de l’Etoile). Uništena je površinskim rudarskim aktivnostima. Cijelo je područje bakrenog pojasa intenzivno pretraženo od 1980. nije nađen ni jedan primjerak te se smatra da je izumrla.

## Vanjske poveznice
- International Organization for Plant Information (IOPI). "Plant Name Details" (HTML). Međunarodni indeks biljnih imena.
- Basananthe na Germplasm Resources Information Network (GRIN)  Arhivirana inačica izvorne stranice od 5. svibnja 2009. (Wayback Machine), SAD-ov odjel za poljodjelstvo, služba za poljodjelska istraživanja.